# Günter Blobel
Günter Blobel (Waltersdorf, 21 mei 1936 – New York, 18 februari 2018) was een Duits-Amerikaans bioloog en Nobelprijswinnaar. In 1999 won hij de Nobelprijs voor Fysiologie of Geneeskunde voor de ontdekking dat eiwitten intrinsieke signalen hebben die hun transport en plaats binnen de cel regelen.

## Biografie
Blobel werd geboren in de Pruisische provincie Neder-Silezië, in Waltersdorf (het huidige Niegosławice) als zoon van een veearts. In 1945 vluchtte zijn familie uit Silezië voor het oprukkende Rode Leger. Onderweg waren ze getuige van het bombardement op Dresden tussen 13 en 15 februari. Deze ervaring maakte een diep indruk op hem. Blobels oudere zus kwam om bij een luchtaanval.
Hij groeide op in Oost-Duitsland maar verhuisde als volwassene naar West-Duitsland vanwege de betere opleidingsmogelijkheden aldaar. Na de oorlog ging Blobel eerst naar het gymnasium in Freiberg. Hij studeerde in 1960 af aan de Eberhard-Karls-Universiteit Tübingen. Voor zijn vervolgstudie vertrok hij naar de Verenigde Staten, waar hij in 1967 zijn Ph.D. haalde aan de Universiteit van Wisconsin-Madison. Nog voor zijn promotie was hij reeds verbonden aan de Rockefeller-universiteit in New York, op het laboratorium waar Nobellaureaat George Palade de leiding had. In 1986 werd hij aangesteld bij het Howard Hughes Medical Institute.
Behalve voor het onderzoek dat hem de Nobelprijs opleverde, is Blobel ook bekend voor zijn actieve steun bij de heropbouwing van Dresden. In 1994 werd hij oprichter en president van "Friends of Dresden, Inc." Hij doneerde al zijn geld van de Nobelprijs aan de restauratie van Dresden, met name de Frauenkirche.

## Werk
Begin jaren zeventig ontdekte Blobel dat nieuw gevormde eiwitten een ingebouwd adressignaal ("intrisiek signaal") hebben dat ervoor zorgt dat het eiwit zich kan transporteren naar en voorbij het celmembraan van het endoplasmatisch reticulum en vervolgens de juiste plaats van bestemming binnen de cel bereikt. Dit proces wordt in de celbiologie aangeduid als eiwitlokalisatie. De ontdekking van Blobel had een enorme invloed op het moderne celbiologisch onderzoek.

## Prijzen
- 1978: National Academy of Sciences' U.S. Steel Foundation Award in Molecular Biology
- 1982: Gairdner Foundation International Award
- 1987: Louisa Gross Horwitz Prize van de Columbia-universiteit
- 1993: Albert Lasker Award for Basic Medical Research
- 1995: Ciba Drew Award in Biomedical Research
- 1996: King Faisal Award
- 1997: Mayor's Award for Excellence in Science and Technology
- 1999: Nobelprijs voor Fysiologie of Geneeskunde
- 2005: Distinguished German-American of the Year[2]